# Magnus Siösteen
Magnus Siösteen (Siösten), född 16 juli 1741 i Väversunda, Östergötlands län, död 28 januari 1818 i Väversunda, var en svensk löjtnant, lantbrukare och tecknare.
Han var son till vice häradshövdingen Jacob Siösteen och Florentina Bagge och från 1776 gift med Hedvig Beata Trolle. Siösteen blev student vid Uppsala universitet 1759 och konduktör vid fortifikationen 1764 och fick löjtnants avsked 1776. Han blev senare lantbrukare och ägare till Väversunda norrgård. Som tecknare har han bland annat efterlämnat en tuschlavering från Hötorgstrakten som ingår i Stockholms stadsarkiv.     